# Spirogardnera rubescens
Spirogardnera rubescens är en tvåhjärtbladig växtart som beskrevs av Hans Ulrich Stauffer. Spirogardnera rubescens ingår i släktet Spirogardnera och familjen Amphorogynaceae. Inga underarter finns listade i Catalogue of Life.